# Provincia de Kasai Central
Kasai Central (en francés: Kasaï-Central) es una de las veintiséis provincias de la República Democrática del Congo, creada de acuerdo con la Constitución de 2005. La nueva provincia se creó finalmente en 2015 a partir del distrito de Lulua y la ciudad administrada de forma independiente de Kananga, ambas formaban parte de la antigua provincia de Kasai Occidental. La capital de la provincia es Kananga.
El territorio de la nueva provincia corresponde a la histórica provincia de Luluabourg que existió durante el período postcolonial temprano de la República Democrática del Congo entre 1963 y 1966.

## División
- Demba
- Dibaya
- Dimbelenge
- Kananga
- Kazumba
- Luiza